# 2006 QX180
2006 QX180, também escrito como 2006 QX180, é um objeto transnetuniano que está localizado no Cinturão de Kuiper, uma região do Sistema Solar. Este corpo celeste é classificado como um cubewano. Ele possui uma magnitude absoluta de 7,0 e tem um diâmetro estimado com 175 km.

## Descoberta
2006 QX180 foi descoberto no dia 21 de agosto de 2006.

## Órbita
A órbita de 2006 QX180 tem uma excentricidade de 0,064 e possui um semieixo maior de 43,137 UA. O seu periélio leva o mesmo a uma distância de 44,562 UA em relação ao Sol e seu afélio a 47,408 UA.